# Homenaje a Diego Rivera
Homenaje a Diego Rivera è un documentario cortometraggio del 1975 diretto da Óscar Menéndez e basato sulla vita del pittore messicano Diego Rivera.